# Draga

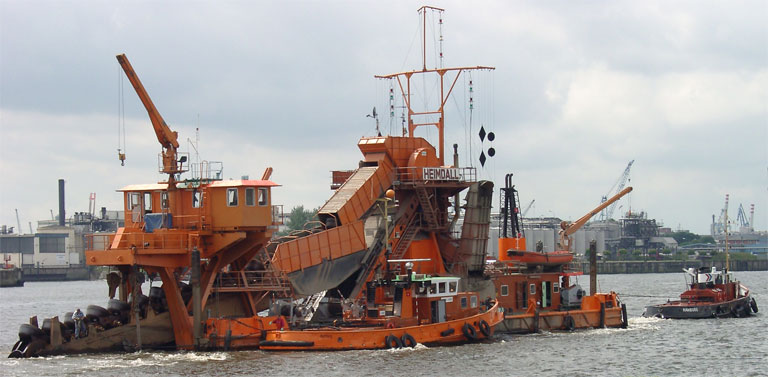
Draga

A draga é um tipo especial de embarcação, projetado para executar várias funções que digam respeito ao fundo de qualquer curso de água, não muito profundo e para limpar a água.
Sua função mais comum é a de aprofundar portos e vias navegáveis removendo parte do fundo do mar ou do leito dos rios e canais. Geralmente junto à draga operam uma chata e um rebocador, para recolhimento e descarte do material extraído.
Uma draga móvel é uma embarcação para desassoreamento dos leitos dos rios e mares, tendo capacidade própria para transportar e bascular os dejetos e/ou minérios. Há dragas móveis de diversas capacidades e tamanhos.

## Dragagem
Técnica de engenharia utilizada para remoção de materiais, solo, sedimentos e rochas do fundo de corpos de água, através de equipamentos denominados “dragas”. Estes equipamentos operam em sistemas adequados ao material a ser dragado e a sua forma de disposição.[carece de fontes?]

## Dragas de sucção

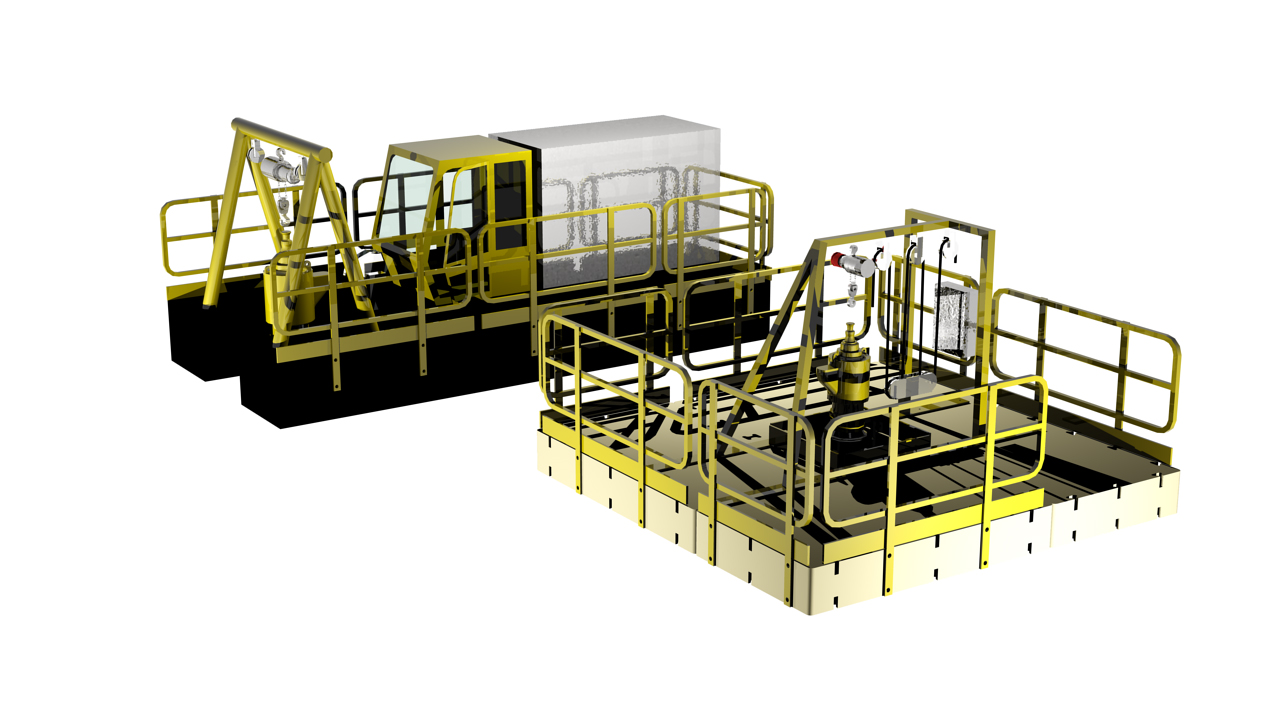
Dragas de Sucção e Recalque

As dragas de sucção estão incluídas na categoria de dragas hidráulicas que são mais adequadas para a dragagem de lodos, areias, siltes, sedimentos contaminados ou não contaminados. Seu funcionamento se dá através de bombas centrífugas, acionadas por motores a diesel, montadas sobre barcas que descarregam o material dragado por meio de tubulações mantidas sobre a água com auxílio de flutuadores. A sucção é feita por meio de um bocal de aspiração, chamado escarificador, equipado com lâminas que desagregam o material para que este possa ser aspirado para o interior do tubo de sucção que se insere no núcleo do rotor.[carece de fontes?]

## Draga de Gibbs
A draga de Gibbs é um equipamento de amostragem sedimentar amplamente utilizado (ANJACO, 2025). Utilizado em pesquisas geológicas e ambientais para coletar sedimentos superficiais em ambientes aquáticos. Caracteriza-se por sua simplicidade e eficiência na obtenção de amostras do fundo de corpos d'água.

## Características e Funcionamento
Consiste em um tubo metálico de diâmetro variável, com uma extremidade conectada a um saco de lona ou tecido destinado a recolher a amostra. A outra extremidade possui uma abertura com borda cortante, à qual é fixado o cabo de arrasto. Durante a operação, a draga é lançada na água e arrastada pelo fundo por alguns minutos antes de ser recolhida. Esse processo permite a coleta de sedimentos superficiais, embora a amostra possa sofrer lavagem durante o recolhimento, o que pode comprometer a precisão dos dados coletados. Ainda assim, quando utilizada adequadamente, a draga de Gibbs tem se mostrado bastante útil.

## Aplicações
Devido à sua versatilidade, a draga de Gibbs pode ser empregada em diversos tipos de embarcações, sendo necessário apenas um comprimento de cabo equivalente a duas ou três vezes a profundidade do local a ser amostrado. Em embarcações maiores, destinadas à coleta de material em águas mais profundas, recomenda-se o uso de um comprimento de cabo entre quatro e cinco vezes a profundidade, aliado ao uso de pesos para garantir a eficiência da operação.

## Histórico
O desenvolvimento da draga de Gibbs remonta a 1967, quando o pesquisador Ronald J. Gibbs (GIBBS, 1987), durante estudos no Rio Amazonas a bordo de um navio hidrográfico da Marinha Brasileira, improvisou um equipamento de amostragem utilizando um tubo de ferro de aproximadamente 30 cm de comprimento e 15 cm de diâmetro, com um saco de pano amarrado em uma das extremidades. Essa solução simples e eficaz deu origem ao que hoje é conhecido como draga de Gibbs.